# (1747) Wright
(1747) Wright – planetoida z grupy przecinających orbitę Marsa okrążająca Słońce w ciągu 2 lat i 86 dni w średniej odległości 1,71 au. Została odkryta 14 lipca 1947 roku w obserwatorium na Mount Hamilton przez Carla Wirtanena. Nazwa planetoidy pochodzi od astronoma Williama H. Wrighta (1871–1959). Przed nadaniem nazwy planetoida nosiła oznaczenie tymczasowe (1747) 1947 NH.